# Corticotomus parallelus
Corticotomus parallelus es una especie de coleóptero de la familia Trogossitidae.

## Distribución geográfica
Habita en Estados Unidos.